# Lista Fryzjera
Lista Fryzjera – lista i dossier 28 polskich I- i II-ligowych sędziów piłki nożnej (w tym międzynarodowych), z którymi starał się utrzymywać kontakty Ryszard Forbrich ps. „Fryzjer”, opublikowana 26 sierpnia 2006 przez Przegląd Sportowy w artykule pt. Oto „lista Fryzjera”.
Publikacja była nominowana do nagrody „Grand Press” miesięcznika „Press” za 2006 roku w kategorii news – przegrała jedynie z materiałem Andrzeja Morozowskiego i Tomasza Sekielskiego z TVN „taśmy Renaty Beger” (zob. Afera taśmowa).
Z 28 sędziów z Listy Fryzjera 22 ma postawione zarzuty korupcyjne (stan na 2 kwietnia 2009 roku).
Wydział VI ds. przestępczości zorganizowanej Prokuratury Okręgowej we Wrocławiu stawia „Fryzjerowi” liczne zarzuty dotyczące korupcji w sporcie, z których głównym jest założenie i kierowanie zorganizowaną grupą przestępczą, działającą w latach 2000–2006. Według prokuratury, grupa miała zajmować się tzw. ustawianiem meczów piłkarskich w polskich I, II oraz III lidze a F. nakłaniać, pośredniczyć i wręczać łapówki m.in. sędziom piłkarskim i obserwatorom PZPN. Miał w ten sposób wpłynąć na wyniki setek meczów (tylko w procesie Arki Gdynia 42 spotkania). Lista ta, według dziennika, była od dawna szeroko znana w polskim środowisku piłkarskim.
Wrocławska prokuratura prowadząca od maja 2004 roku śledztwo związane z największą w dotychczasowej historii polskiego futbolu aferą korupcyjna w polskiej piłce nożnej potwierdziła, że część osób z tej listy znajdowała się wówczas w kręgu jej zainteresowań.
W efekcie publikacji, PZPN wydał 28 sierpnia 2006 oświadczenie stanowiące, że Związkowi nie jest znana żadna „lista Fryzjera”, zapowiedział pomoc osobom pomawianym i niesłusznie oskarżanym, oraz potwierdził, iż poprosi sędziów, których nazwiska znalazły się na opublikowanej liście, o wyjaśnienia przed Wydziałem Dyscypliny PZPN. Publikacja listy bez podania jakichkolwiek dowodów winy osób, które na niej się znalazły, została skrytykowana w prasie m.in. przez dziennikarza Gazety Wyborczej Rafała Steca, który artykuł w Przeglądzie ocenił jako „nieodpowiedzialny wybryk” i „ośmieszanie walki z korupcją” oraz przez Eugeniusza Kolatora, ówczesnego wiceprezesa Związku w wywiadzie udzielonym „Trybunie”.
Marcin Borski, którego nazwisko znalazło się w publikacji, wytoczył wydawcy i dziennikarzom proces. Borski kategorycznie zaprzecza, jakoby miał coś wspólnego z działalnością Ryszarda F., wskazując – między innymi – że w grudniu 2007, w trakcie procesu grupy „Fryzjera” okazało się, że nie utrzymywał on z „Fryzjerem” kontaktów telefonicznych.
15 kwietnia 2009 Sąd Okręgowy w Warszawie (I Wydział Cywilny) orzekając w pierwszej instancji uznał, iż Przegląd Sportowy działając nierzetelnie oraz bazując na niesprawdzonych informacjach naruszył dobra osobiste Marcina Borskiego. Zgodnie z wyrokiem pozwani: Marquard Media (były wydawca Przeglądu Sportowego), Roman Kołtoń, Antoni Bugajski, Paweł Rusiecki zobowiązani są do:
- zamieszczenia przeprosin na trzeciej stronie wspomnianego dziennika

- zapłaty zadośćuczynienia w wysokości 25 tysięcy złotych (solidarnie wszyscy pozwani) oraz 25 tysięcy złotych (solidarnie Roman Kołtoń i Marquard Media)[6].

Wyrok uprawomocnił się 4 listopada 2009 orzeczeniem Sądu Apelacyjnego w Warszawie (I Wydział Cywilny), który odrzucił apelację pozwanych, dodatkowo obciążając ich kosztami postępowania.

## Konsekwencje dyscyplinarne
31 sierpnia 2006 Wydział Dyscypliny PZPN (WD PZPN) zapoznał się z wyjaśnieniami arbitrów Piotra Aleksandrowicza, Macieja Heinricha, Adama Konarskiego, Marka Kowala, Janusza Oparcika i Mariusza Rogalskiego oraz nakazał im podjęcie działań prawnych, prowadzących do oczyszczenia się z oskarżeń. W przypadku nie przedstawienia w zakreślonym terminie kopii pozwu do sądu przeciwko redakcji „Przeglądu Sportowego”, WD miał podjąć decyzje o zawieszeniu sędziów w prawach do pełnienia wykonywanej funkcji. 7 września przed tą samą komisją wyjaśnienia złożyli Zdzisław Bakaluk, Jacek Granat, Robert Małek, Marek Mikołajewski, Marek Ryżek, Piotr Siedlecki oraz Jarosław Żyro. WD PZPN również im nakazał podjęcie odpowiednich kroków prowadzących do oczyszczenia własnych imion. Tego samego dnia, w związku z nieusprawiedliwionym niestawieniem się przed obliczem komisji, Wydział zawiesił w prawach sędziego Piotra Wieczerzaka.
13 września na polecenie prowadzącej śledztwo prokuratury policja zatrzymała dwóch sędziów Wielkopolskiego ZPN Macieja Heinricha i Adama Konarskiego. 20 września WD PZPN zawiesił trzech sędziów – Mariusza Górskiego (sam zgłosił się w prokuraturze 30 sierpnia), Macieja Heinricha i Adama Konarskiego.
9 listopada WD PZPN zawiesił w prawach sędziego Marka Kowala w związku z postawieniem mu zarzutów karnych przez Prokuraturę Okręgową we Wrocławiu w prowadzonym przez nią śledztwie.
W listopadzie PZPN podjął decyzję o rozwiązaniu wszystkich kolegiów sędziów działających przy wojewódzkich związkach piłki nożnej. Arbitrzy pragnący sędziować w 2007 roku, musieli złożyć stosowne oświadczenia o nieuczestniczeniu w przeszłości w procederze handlu meczami, ponadto wszyscy kandydaci mieli zostać zbadani przez powołane do tego celu komisje weryfikacyjne.
20 grudnia sędzia Robert Setla został zatrzymany przez policję na polecenie Prokuratury Okręgowej we Wrocławiu, a 11 stycznia 2007 WD PZPN zawiesił go w prawach sędziego.
21 grudnia przed warszawskim Sądem Okręgowym odbyła się pierwsza rozprawa w procesie cywilnym wytoczonym redakcji „Przeglądu Sportowego” przez sędziego Marka Mikołajewskiego. Według pełnomocników gazety był to pierwszy pozew z zapowiadanych trzech złożonych przeciw pismu.
16 stycznia 2007 UEFA ogłosiła listę arbitrów dopuszczonych do sędziowania międzynarodowych spotkań piłkarskich w 2007 roku. Jako sędziowie główni meczów międzypaństwowych uwzględnieni zostali również sędziowie z „listy Fryzjera”: Marcin Borski, Jacek Granat, Robert Małek i Marek Mikołajewski.
18 stycznia 2007 WD PZPN „w związku z podejrzeniem o możliwość uczestniczenia w sprawach związanych z korupcją w polskim futbolu” zawiesił Pawła Skoniecznego w prawach sędziego. Ostatecznie Paweł S. został trzykrotnie oskarżony o korupcję przez Prokuraturę Apelacyjną we Wrocławiu.
26 lutego przewodniczący zarządu Kolegium Sędziów PZPN, Sławomir Stempniewski, zawiesił w prawach sędziego Piotra Siedleckiego oraz Marka Ryżka.
31 maja WD PZPN przesłuchał dwóch arbitrów – Marka Mikołajewskiego (ponownie) i Tomasza Cwalinę. Obaj sędziowie zaprzeczyli, że mieli do czynienia z ustawianiem wyników meczów.